# Libnotes colossus
Libnotes colossus är en tvåvingeart som först beskrevs av Alexander 1971.  Libnotes colossus ingår i släktet Libnotes och familjen småharkrankar. Inga underarter finns listade i Catalogue of Life.